# Roaring River Township
Pour les articles homonymes, voir Roaring River.
Roaring River Township est un township du comté de Barry dans le Missouri, aux États-Unis,. En 2000, le township comptait une population de 1 396 habitants. Il est baptisé en référence à la rivière Roaring (en).

## Source de la traduction
- (en) Cet article est partiellement ou en totalité issu de l’article de Wikipédia en anglais intitulé « Roaring River Township, Barry County, Missouri » (voir la liste des auteurs).